# معدل الوفيات البشرية الناتجة من انفلونزا الطيور(إتش 5 إن 1)
تشير الوفيات البشرية الناتجة  عن فيروس إتش 5 إن 1  أو نسبة الوفيات البشرية الناجمة  عن إتش 5 إن 1 أو معدل الوفيات بسبب إتش 5 إن 1 إلى نسبة عدد الوفيات البشرية المؤكدة الناتجة عن حالات انتقال العدوى المؤكدة والإصابة بفيروس إتش 5 إن 1 إلى عدد تلك الحالات المؤكدة. على سبيل المثال، إذا كان هنالك 100 حالة مؤكدة من البشر المصابين بفيروس إتش 5 إن 1 و 10 يموتون، فهناك نسبة 10٪ من الوفيات البشرية (أو معدل الوفيات). إن فيروس إتش 5 إن 1 هو مصدر قلق بسبب الانتشار العالمي للفيروس إتش 5 إن 1 الذي يشكل تهديدًا وبائيًا. تم الإبلاغ عن غالبية حالات الإصابة بفيروس إتش 5 إن 1 في جنوب شرق وشرق آسيا. معدل حالات الوفاة هو أمر أساسي للتخطيط للوباء. في حين تراوحت تقديرات معدلات الوفيات الناجمة عن حالات الإصابة بأوبئة الإنفلونزا السابقة من حوالي 0.1٪ (1957 و 1968 أوبئة) إلى 2-3٪ (وباء 1918). وأن المعدل الحقيقي ل إتش 5 إن 1 (ما سيكون عليه إذا كانت لدينا معرفة كاملة) يمكن أن يكون أقل (تشير إحدى الدراسات إلى أن معدل إتش 5 إن 1 الحقيقي هو أقرب إلى 14-33 ٪ ؛ من غير المرجح أنه إذا أصبح وباء، فسوف يرتفع إلى مستوى 0.1-0.4 ٪ وهو تحت الدراسة من قبل العديد من خطط الوباء).(1)
تتسبب العدوى بفيروس إتش 5 إن 1  في البشر من قبل انتقال الإنفلونزا من الحيوانات إلى البشر. حتى مايو 2006، كان تقدير منظمة الصحة العالمية لعدد حالات انتقال العدوى من إنسان إلى إنسان «حالتان أو ثلاث حالات». في 24 أيار (مايو) 2006، قدرت الدكتورة جولي إل جربردينج، مديرة مراكز الولايات المتحدة لمكافحة الأمراض والوقاية منها في أتلانتا، أن هناك «ثلاث حالات  على الأقل». في 30 مايو، قالت ماريا تشينغ، المتحدثة باسم منظمة الصحة العالمية، إنه «من المحتمل أن يكون هنالك ما يقارب نصف دزينة»، لكن لا أحد «لديه رقم ثابت.»[2] تم عزلها واحتوائها،[3] وتشمل انتقال العدوى بين أفراد عائلة في سومطرة، إندونيسيا في يونيو 2006 [4] وكذلك في حالات سابقة ولاحقة ظهرت في بلدان أخرى. ومع ذلك، لم يتم العثور على سلالة وبائية من فيروس إتش 5 إن 1. النقطة الأساسية هي أنه، في الوقت الحاضر، «الفيروس لا ينتشر بكفاءة أو بشكل مستدام بين البشر.» (5)
توجد لقاحات إتش 5 إن 1  للدجاج وتستخدم في بعض الأحيان، على الرغم من أن هناك العديد من الصعوبات التي تجعل من الصعب بشكل خاص تحديد ما إذا كان التلقيح سيضر أكثر مما ينفع. في لقاحات إتش 5 إن 1  السابقة للأمراض الوبائية بالولايات المتحدة بكميات كافية لتطعيم بضعة ملايين من الناس [6] وقد تكون مفيدة للتهيئة «لتعزيز الاستجابة المناعية لقاح آخر من إتش 5 إن 1  المصمم خصيصًا لسنوات لإحباط وباء ناشئ». [7] قامت اليابان بتطعيم 6000 من العاملين في مجال الرعاية الصحية بلقاح ما قبل الوباء، وتخطط لكيفية المضي قدماً في التطعيمات واسعة النطاق، وخاصة العمال الذين سيوفرون المرافق أثناء تفشي المرض. [8] [9] [10] تدرس سويسرا أيضًا التطعيم الوقائي لحماية عامة الناس. [11] توجد لقاحات إتش 5 إن 1  الوبائية والتقنيات اللازمة لتكوينها بسرعة في مرحلة التجارب السريرية إتش 5 إن 1، لكن لا يمكن التحقق منها على أنها مفيدة حتى بعد ظهور سلالة وبائية. أدت الجهود المبذولة لتحديد التغييرات التي قد تؤدي إلى إجهاد الإنسان عن طريق انتقال فيروس إتش 5 إن 1  الناتج عن المختبر مع تقارب أكبر بكثير لمستقبلات الخلايا الخلوية البشرية بعد تغيير اثنين فقط من البروتينات السطحية. [12] بشكل ملحوظ، كانت الأجسام المضادة للفأرة أقل بعشرة أضعاف ضد المنسوخات مقارنةً بالفيروسات السابقة للتحور (12)
المحتويات
1-   حالات إصابة البشر بإنفلونزا الطيور
2-   التاريخ
3-   نسبة الوفيات الحالية في العالم قبل الوباء
4-   الخصائص الديموغرافية
5-     معدل الوفيات الوبائية
6-    العوامل الوراثية
حالات إصابة البشر بانفلونزا الطيور
تُبقي منظمة الصحة العالمية رسمًا يوضح إجمالي الحالات ومعدل الوفيات على https://web.archive.org/web/20080827215244/http://www.wpro.who.int/NR/rdonlyres/7549914F-5C83-4418 -8C20-007ADCC07C61 / 0 / s3.jpg  ويقدم  المعلومات الخاصة بكل بلد.
يمكن الاطلاع على كل الحالات والوفيات التي تحتفظ بها منظمة الصحة العالمية باستمرار من خلال النقر على الروابط المتوفرة على الموقع http://www.who.int/csr/disease/avian_influenza/country/ar/ و  يوفر الموقع  تحذير  بحدوث الأوبئة والجوائح ومواجهتها (الحالات البشرية المؤكدة من أنفلونزا الطيور).
التاريخ
تسببت سلالة من فيروس إتش 5 إن 1   في قتل الدجاج في عام 1959 في اسكتلندا والديك الرومي في عام 1991 في إنجلترا. [13] كانت هذه السلالة «شديدة الإمراض» (قاتلة للطيور) ولكنها لم تسبب المرض ولا الموت في البشر. [14] «تم اكتشاف السلائف المسببة لفيروس أنفلونزا إتش 5 إن 1  التي انتشرت على البشر في عام 1997 لأول مرة في قوانغدونغ، الصين، في عام 1996، عندما تسبب في عدد معتدل من الوفيات في الأوز ولم تلقى  سوى القليل من الاهتمام». [15] في عام 1997، في هونغ كونغ، أصيب 18 إنسانًا وتوفي 6 في أول حالة معروفة للإصابة بفيروس إتش 5 إن 1   تطورت إتش 5 إن 1  من معدل وفيات صفري إلى معدل وفيات 33 ٪.
التقرير الأول، في الموجة الحالية لتفشي فيروس إتش 5 إن 1  ، انتشر  في 10 ديسمبر 2003 في جمهورية كوريا واستمر لمدة أربعة عشر أسبوعًا. تسببت هذه السلالة في حدوث عدوى بدون أعراض لدى البشر وربما تلاشت، [17] [18] مثل سلالة 1959، بحيث يكون مستوى الوفيات المنخفض لها قيمة ضئيلة للتنبؤ بمعدل الوفيات الناجمة عن وباء يتطور من فيروس إتش 5 إن 1   الحالي السلالات. [19] [20] كانت السلالة المنقرضة التي تسببت في وفيات بشرية بسبب فيروس إتش 5 إن 1  في الجزء الشمالي من فيتنام في عامي 2003 و 2004 و 2005 لديها معدل وفيات أقل بكثير من السلالات الحالية. [20] تحدث تغييرات في إتش 5 إن 1   والتي تزيد من إمكانياتها في الثدييات. [21] [22]
منذ البداية وحتى عام 2007، كان العدد الإجمالي للحالات المؤكدة من منظمة الصحة العالمية 349 حالة، منها 216 من هذه الوفيات (كما ذكرت الأمم المتحدة في 15 يناير 2008، مما يؤكد الوفيات المبكرة) مما يعكس معدل وفيات 62 ٪ بين الحالات المؤكدة من منظمة الصحة العالمية حتى عام 2007 . [23] تفشل هذه الأرقام الإجمالية في إحداث تقلبات ظهرت من عام إلى آخر وفي مناطق جغرافية معينة. في عام 2005، عندما كانت السلالة الأقل فتكاً بشكل ملحوظ في شمال فيتنام هي المسؤولة عن معظم الحالات المبلغ عنها في جميع أنحاء العالم، توفي 42 من 97 شخصًا فقط أكدت منظمة الصحة العالمية أنهم مصابون بفيروس إتش 5 إن 1 ، أي بمعدل 43 ٪ من الوفيات. في عام 2006، كانت نسبة الوفيات بين الحالات أعلى بين الحالات المؤكدة من منظمة الصحة العالمية، مع 79 حالة وفاة من بين 114 حالة مؤكدة. [24] - أو 69 ٪. في عام 2007، انتهت 59 حالة من أصل 86 حالة مؤكدة من منظمة الصحة العالمية بالوفاة، مرة أخرى بنسبة 69 ٪ من الوفيات. [25] و 24 من الحالات الـ 31 الأولى لعام 2008 (حتى 30 أبريل 2008) كانت قاتلة، [26] أو 77 ٪.
قد تعكس النسبة الأعلى للوفيات الإجمالية للحالات بعد نهاية عام 2005 الانتشار الواسع للفيتامين إتش 5 إن 1  في عام 2005 في فيتنام، والذي أصبح لاحقًا تحت السيطرة. ومع ذلك، فقد فسر هذا التغيير من قبل البعض على أنه يشير إلى أن الفيروس نفسه أصبح أكثر فتكًا بمرور الوقت. [27] في الواقع، عندما تموت سلالات أقل ضراوة، و  تكون السلالات الباقية أكثر ضراوة. تؤكد هذه الصعوبات في التفسير على أن نسبة الوفيات في الحالات العالمية يمكن أن تكون بمثابة ملخص غير كامل للوضع المعقد الحالي مع العديد من العوامل المساهمة، وليس أداة تنبؤيه واضحة أو موثوقة. إذا وعندما ينشأ وباء الأنفلونزا من إحدى سلالات ما قبل الوباء المنتشرة حاليًا من السلالة الآسيوية إتش 5 إن 1  ، فلا يمكن التنبؤ بمعدلات الوفيات الناتجة عن سلالة الوباء البشري المتكيفة الناتجة بأريحية.
نسبة الوفيات الحالية في العالم قبل الوباء
نسبة الوفيات في الحالات العالمية لا تتطلع إلا إلى العدد الرسمي [28] من الحالات التي أكدت منظمة الصحة العالمية. لا يأخذ في الاعتبار الحالات الأخرى، مثل تلك التي تظهر في تقارير الصحف. كما أنه لا يعكس أي تقدير للمدى العالمي للحالات الخفيفة أو غير المصحوبة بأعراض، [29] أو الحالات الأخرى التي لم يتم تشخيصها أو عدم الإبلاغ عنها من قبل الحكومات الوطنية إلى منظمة الصحة العالمية، أو لأي سبب لا يمكن تأكيده من قبل منظمة الصحة العالمية. في حين أن عدد حالات منظمة الصحة العالمية هو الأكثر موثوقية، إلا أن هذه القيود التي لا يمكن تجنبها تؤدي إلى حذف عدد غير معروف من الحالات. يتم التأكيد على مشكلة الحالات التي يتم التغاضي عنها ولكنها حقيقية في التقارير العرضية التي تكشف فيها الأمصال في وقت لاحق عن الأجسام المضادة لعدوى فيروس إتش5 إن 1 في دم الأشخاص الذين لم يُعرف قط أنهم مصابون بأنفلونزا الطيور، والذين أكدتهم منظمة الصحة العالمية بعد ذلك بأثر رجعي على أنهم "حالات". " ظهرت تقارير صحفية عن مثل هذه الحالات، وغالبًا ما يكون مناولي الدواجن، في بلدان مختلفة. تم تأكيد أكبر عدد من الحالات بدون أعراض في عام 2006 بين العمال الكوريين الذين ساعدوا في عمليات إعدام ضخمة للدواجن المصابة بفيروس إتش5 إن 1. [30] لقد تلاشت هذه السلالة الكورية الحميدة نسبياً من فيروس إتش5 إن 1، وكانت سلالات إتش5 إن 1 الباقية لديها معدل وفيات أعلى بين البشر.
للحالات غير المؤكدة تأثير كبير محتمل على نسبة الوفيات. هذا التأثير الرياضي يفهمه جيدًا علماء الأوبئة، ويسهل رؤيته نظريًا. على سبيل المثال، إذا افترضنا لكل حالة مؤكدة أبلغت عنها منظمة الصحة العالمية أن هناك حالة أخرى خفيفة وغير مبلَّغ عنها، فإن العدد العالمي الفعلي للحالات سيكون ضعف العدد الحالي للحالات المؤكدة من منظمة الصحة العالمية. عندئذٍ تُحسب نسبة الوفيات الناجمة عن عدوى إتش5 إن 1 بنفس عدد الوفيات، ولكن يتم تقسيمها على عدد مضاعف في إجمالي الحالات، مما يؤدي إلى نسبة وفاة افتراضية تبلغ نصف نسبة الوفيات المبلغ عنها حاليًا. تشير هذه النتيجة لعلماء الأوبئة إلى أن العالم يواجه فيروس إتش5 إن 1 الأقل فتكًا مما هو مفترض حاليًا، على الرغم من أنه قد يكون أكثر عدوى ويصعب تتبعه. [31]
ستكون نسبة حالات الوفاة بناءً على عدد دقيق وشامل من الحالات لا تقدر بثمن، ولكن من المؤسف أنه من المستحيل تحقيقها. القدرة على تشخيص كل حالة من حالات فيروس إتش5 إن 1 عند ظهورها غير موجودة. حاولت بعض الدراسات الصغيرة التي تم الإبلاغ عنها جمع بيانات أولية حول هذه الإحصاء الحيوي، من خلال إجراء اختبارات دم منتظمة للجيران والتواصل مع الحالات القاتلة في القرى التي تأكدت فيها الوفيات الناجمة عن فيروس إتش5 إن 1. في معظم الحالات، فشل هذا الاختبار في إظهار أي حالات خفيفة مُغفلة، على الرغم من أنه في دراسة واحدة على الأقل تم تحديد حالات مُغفلة خفيفة. [32] [33] [34] توفر هذه الدراسات المنهجية لجهات الاتصال أدلة مهمة على أن ارتفاع معدل الوفيات بين الحالات المؤكدة في القرى التي أجريت فيها هذه الدراسات لا يمكن أن يعزى ببساطة إلى الفشل الشامل في اكتشاف الحالات الخفيفة. لسوء الحظ، من المرجح أن تظل هذه الدراسات قليلة للغاية وغير دقيقة لتحديد الوضع المعقد في جميع أنحاء العالم فيما يتعلق بفتاكة إتش5 إن 1 المتفاوتة. سيكون الاختبار والإبلاغ الضروريان لدراسات الأمصال الجماعية لتحديد حالات الحالات التي يتم التغاضي عنها لكل كليد وسلالة من فيروس إتش5 إن 1 في جميع أنحاء العالم مكلفين للغاية.
ومن ثم، فإن التخصيص الدقيق للعدوى من قبل مختلف سلالات إتش5 إن 1 عبر الطيف، بما في ذلك الحالات المميتة والخطيرة والخفيفة وغير المتماثلة، من المرجح أن تظل غير معروفة لدى كل من البشر ومئات الأنواع الأخرى التي يمكن أن تصيبها. العلماء قلقون للغاية بشأن ما نعرفه عن فيروس إتش5 إن 1 ؛ ولكن أكثر قلقًا بشأن الكم الهائل من البيانات المهمة التي لا نعرفها عن فيروس إتش5 إن 1 وعن طفراته المستقبلية.
الخصائص الديموغرافية
تكشف مراجعة أعمار المرضى ونتائجهم أن نوبات فيروس إتش5 إن 1 قاتلة بشكل خاص لدى البالغين والشباب، في حين يميل الضحايا الأكبر سنًا إلى التعرض لنوبات أكثر اعتدالًا والبقاء على قيد الحياة. [35] [36] [37] وهذا يتفق مع التطور المتكرر لعاصفة خلوية في المصابين. [38] يبدو أن قلة من الأشخاص الذين تزيد أعمارهم عن 50 عامًا أصيبوا بالفيروس إتش5 إن 1، وتوفي عدد قليل جدًا منهم بعد تعرضهم لهجوم إتش5 إن 1. [39] وبدلاً من ذلك، فإن منحنى الوفيات الناجمة عن فيروس إتش5 إن 1 الناجم عن إنفلونزا البشر يشبه نظيره الإنفلونزا الإسبانية عام 1918، وهو عكس منحنى وفيات سلالات الإنفلونزا الموسمية، لأن الأنفلونزا الموسمية تقتل بشكل مباشر  كبار السن ولا تقتل بسبب العاصفة الخلوية. من العوامل الإضافية التي قد تكون نشطة أن إتش5 إن 1، كانت الأنفلونزا السائدة التي تدور من عام 1918 حتى عام 1957 عندما ظهرت سلالة إتش5 إن 1. [40] ومن ثم، فقد أتيحت لأولئك الذين تزيد أعمارهم عن 50 عامًا فرصة التعرض لفيروس إتش5 إن 1، وتطوير استجابة مناعية لمجموعة N1 الموجودة في هذا الشكل البشري من الأنفلونزا. وبالمثل، يشمل التطعيم السنوي ضد الأنفلونزا تلقيحًا ضد أنفلونزا إتش5 إن 1 البشرية من النوع A ، مما يؤدي إلى احتمال أن تكون لقاح الأنفلونزا السنوي أو تلقيح قد يمنح بعض المناعة ضد عدوى إنفلونزا الطيور إتش5 إن 1، وفي الواقع أكد  اختبار دم المتطوعين للبحث عن استجابة مناعية إلى إتش5 إن 1 وجد  أن بعض عينات الدم أظهرت مناعة، ولكن أظهر المزيد من عينات الدم من الأشخاص الذين تلقوا طلقة الأنفلونزا استجابة مناعية. [40]
هناك عامل آخر يظهر  أي محاولة للتنبؤ بسلالة وبائية محتملة، وهو تباين مقاومة الضحايا من البشر للعوامل الممرضة. كان العديد من الضحايا البشر لأنفلونزا إتش5 إن 1 الحالية أقارب بالدم (زوجات) ونادرا ما يكون لضحايا آخرين. على الرغم من أن هذه الملاحظة توحي على ما يبدو بأن الحساسية الوراثية العائلية ربما لعبت دوراً في الإصابة البشرية، [42] لاحظت دراسة أجراها باحثون في كلية الصحة العامة بجامعة هارفارد عدم وجود نمط عائلي مهم للعدوى. [43] من الواضح أن أولئك الذين تكون أجهزتهم المناعية أفضل قدرة على محاربة الفيروس هم الأكثر احتمالاً للوباء. أولئك الذين يعانون من ضعف وظيفة المناعة اللازمة، سواء من الوراثة العائلية أو من الإيدز، لديهم فرص أقل. علاوة على ذلك، من المتوقع عمومًا أن يتفشى نظام الرعاية الصحية خلال الوباء. من غير المرجح أن يتلقى الأشخاص الذين يحتاجون إلى الرعاية الطبية، سواء للإنفلونزا أو للأمراض الخطيرة غير المرتبطة بالأنفلونزا، الرعاية المعتادة، وبدون ذلك سيتم تقليل فرص بقائهم على قيد الحياة.
توقع معدل الوفيات الوبائية
على الرغم من أن المعدل الفعلي للوفيات أثناء المرض  غير معروف مسبقًا، إلا أنه يمهد  للتنبؤ بالمدى المحتمل لتلك الوفاة بشكل مسؤول مسبقًا. توفر نسبة الوفيات السابقة للحالات الوبائية لأكثر من 50٪ خلفية قاتمة لحقيقة أن سلالات إتش5 إن 1 المنتشرة حاليًا لها أوجه تشابه جينية معينة مع فيروس جائحة الإنفلونزا الإسبانية. في ذلك الوباء، قُتل ما بين 50 إلى 100 مليون شخص في جميع أنحاء العالم خلال عام تقريبًا في عامي 1918 و 1919. [44] تطورت الأمواج الثانية والثالثة القاتلة للغاية من الإنفلونزا الإسبانية عام 1918 عبر الزمن إلى شكل بشري أقل قسوة وأكثر قابلية للانتقال. على الرغم من أن معدل الوفيات الإجمالي للإنفلونزا الإسبانية يقدر بـ 10٪ إلى 20٪ من السكان، إلا أنه لم يتم الإبلاغ عن الأمواج الفتاكة للإنفلونزا الإسبانية مع ظهور نسبة مثل الوفيات التي تزيد عن 50٪ من الحالات حتى الآن. في العدوى البشرية إتش5 إن 1. تشير الدراسات التي تشير إلى أن وباء إتش5 إن 1 قد يكون أكثر مسبب للأمراض مما كانت عليه الأنفلونزا الإسبانية تشمل دراسة للماوس حيث أظهر فيروس إتش5 إن 1 مستويات أعلى بكثير من السيتوكينات المؤيدة للالتهابات في الرئتين. [45]
لسوء الحظ، قد يظهر وباء إتش5 إن 1 البشري مع قاتلة مبدئية تشبه الوفيات التي تزيد عن 50٪ من حالات الوفاة التي لوحظت الآن في حالات الإصابة البشرية بفيروس إتش5 إن 1 قبل الوباء، بدلاً من الوباء الذي لا يزال مرتفعًا بنسبة 1-2٪ عند الإصابة بالإنفلونزا الإسبانية أو بمعدلات أقل شوهد في جناحي الإنفلونزا الأكثر حداثة. [46] كما لاحظ الفريق العامل لمنظمة الصحة العالمية،
العوامل الوراثية
أحد الأسئلة المهمة بشكل خاص هو ما إذا كان من المحتمل أن يحتفظ فيروس إتش5 إن 1 بفتكه العالي الحالي إذا اكتسب قدرة على الانتشار بسهولة من شخص لآخر، وبالتالي بدء الوباء. إذا قام الفيروس بتحسين قابليته للانتقال عن طريق اكتساب جينات بشرية داخلية، من خلال حدث إعادة تجميع، فمن المحتمل أن تنخفض خطورة  الفيروس. ومع ذلك، إذا قام الفيروس بتحسين قابليته للانتقال من خلال التكيف كفيروس كامل للطيور، فإنه يمكن الحفاظ على الوفيات المرتفعة الحالية أثناء الوباء. [47]
تقدم سي دي سي  الأمريكية استنتاجًا واقعيًا مشابهًا تأليف روبرت ج. ويبستر وآخرون:
«لا يسعنا أن نأمل ببساطة في ألا ينتشر انتشار فيروس إتش5 إن 1 من إنسان إلى إنسان، وإذا حدث ذلك، فستُخفف من مسببات المرض. والجدير بالذكر أن سلائفه من  متلازمة الجهاز التنفسي الحادة الوخيمة (السارس) المرتبطة بفيروس كورونا (31) تكررت مرارًا وتكرارًا تلك المسماة  حواجز الأنواع، ربما لسنوات عديدة، قبل أن تكتسب أخيرًا القدرة على انتقال العدوى من إنسان إلى آخر، ولم تكن مسبباتها المرضية للبشر الموهن. لا يمكننا الانتظار والسماح للطبيعة بأن تأخذ مجراها. تمت مقاطعة السارس عن طريق الكشف المبكر عن الحالات وعزلهم، لكن الأنفلونزا قابلة للانتقال مبكراً أثناء المرض ولا يمكن السيطرة عليها بوسائل مماثلة. [15]»
على الرغم من ملاحظة بعض التعديلات على الثدييات، إلا أن فيروس إتش5 إن 1 لا يزال مهيأ بشكل أفضل للإصابة بالطيور أكثر من مضيفي الثدييات، [48] وهذا هو السبب في أن المرض الذي يسببه يسمى أنفلونزا الطيور. لم يتم العثور على سلالة وبائية من فيروس إتش5 إن 1. لا يمكن معرفة الطبيعة والمدى الدقيق للتغييرات الجينية التي قد تغير أحد سلالات أنفلونزا الطيور المنتشرة حاليًا في سلالة بشرية من الإنفلونزا مقدمًا.
في حين أن العديد من سلالات إتش5 إن 1 الحالية التي تدور في الطيور يمكن أن تولد عاصفة خلوية خطيرة في البشر البالغين الأصحاء، قد تنشأ سلالة الوباء النهائية من سلالة أقل فتكا، أو قد يضيع مستواها الحالي من المميتة في التكيف مع مضيف بشري . [49] [50] [51] [52] [53]
إذا تطور  فيروس إتش5 إن 1 حتى يتمكن من القفز من إنسان إلى إنسان، مع الحفاظ على مستوى مرتفع نسبيا من الوفيات، فكم من الناس يمكن أن يموتوا؟ يقدم كل من محللي اتصالات المخاطر بيتر م. ساندمان وجودي لانارد ملخصًا للتقديرات المختلفة:
تتراوح تقديرات الوفيات في جميع أنحاء العالم من 2 إلى 4.4 مليون حالة وفاة (حساب الإنفلونزا الوبائي «المنخفض بشكل معقول» لخبير نموذج الأنفلونزا في المراكز الأمريكية للسيطرة على الأمراض والوقاية منها) إلى 1000 مليون حالة وفاة (التنبؤ بأنفلونزا الطيور لدى شخص روسي واحد الفيروسات). تتراوح تقديرات معظم خبراء فيروس إتش5 إن 1 على نطاق واسع ولكن لا يزال واسع النطاق. في جائحة إتش5 إن 1، يعتقد الخبراء أنه في مكان ما بين ربعنا ونصفنا سيمرضون، وفي مكان ما بين واحد في المائة وخمسة في المئة من المرضى سيموتون - الشباب والقرد وكذلك كبار السن والضعفاء . إذا كان ربعها و 1 في المائة، فهناك 16 مليون قتيل. إذا كان نصف وخمسة في المئة، فمن 160 مليون قتيل. وفي كلتا الحالتين يكون عدد كبير.[54]
قدم خبير الفيروسات الشهير روبرت ج. ويبستر أكثر التقديرات تطرفً ربما عندما أقر في مارس 2006 بأن فيروس إتش5 إن 1 لديه القدرة النظرية على التحول إلى شكل يمكن أن يقتل نصف عدد البشر، [55] يقول، "المجتمع يستطيع فقط "أؤمن  بفكرة أن 50 في المائة من السكان قد يموتون، وأعتقد أننا يجب أن نواجه هذا الاحتمال"[56].